# CarbFix
Le projet CarbFix implanté en Islande  est destiné à séquestrer du dioxyde de carbone par réaction avec des roches basaltiques. Le travail sur le projet a commencé en 2007. L'équipe CarbFix comprend des chercheurs islandais, français et américains et a reçu une partie de son financement de l'Union Européenne entre 2017 et 2021. Reykjavik Energy, la compagnie d'électricité islandaise a fourni près de la moitié des 10 millions de dollars dépensés à ce jour sur CarbFix. En plus d'expérimenter une nouvelle méthode de séquestration géologique du dioxyde carbone, CarbFix a pour autre objectif de former des scientifiques à cette technique.

## Théorie
De l'eau gazeuse contenant du CO2 est injecté dans une couche géologique basaltique pour faire réagir le gaz avec l'oxyde de calcium (Ca) et l'oxyde de magnésium (Mg) présents dans la roche.
Ceci est appelé altération forcée du calcium et du magnésium du basalte. 
Dans le cas où ces éléments sont sous la forme d'oxydes les équations chimiques mises en jeu sont simples :
- CaO + CO2 → CaCO3
- MgO + CO2 → MgCO3

Dans le cas de silicates de ces éléments présents dans de basalte, on a des réactions de type : 
- Mg2SiO4 + 2CO2 → 2MgCO3 + SiO2

Comme résultat le CO2 est fixé sans production de sous-produits dangereux.

## Mise en œuvre
Le forage de puits d'injection de l'eau gazeuse à haute pression dans les roches basaltiques à Hellisheidi  est onéreux.
Le financement a été fourni par l' Université de l'Islande, l'Université de Columbia, la France, le CNRS, le Ministère américain de l'Énergie, l'UE, des fonds Scandinaves et Reykjavik Énergie.

## Difficultés
Ces réactions sont exothermiques et réversibles si la roche est ensuite chauffée.
Le volcan Hengill proche du lieu d'expérimentation, a provoqué de très nombreux  tremblements de terre de faible magnitude sous l'effet du simple pompage d'eau, même sans CO2. Ainsi 250 tremblements ont été rapportés le 13 septembre 2011,,. Les comptes rendus de la conférence : « 2010 World Geothermal Congress » ont signalé que la réinjection d'eau à Hellisheidi avait induit une activité sismique

## Statut actuel
Le CarbFix projet a montré en 2016 que 95 % de l'injection de 250 tonnes de CO2 ont été fixées sous forme de calcite en seulement deux ans, à l'aide de 25 tonnes d'eau par tonne de CO2,,.
Une autre usine pilote (CarbFix2 ) fonctionnant à l'énergie géothermique a démarré en octobre 2017 au Hellisheidi. CarbFix2 a été conçu pour capturer jusqu'à 12000 tonnes de CO2 de l'air par an, les dissoudre dans de l'eau injectée à plus de 700 mètres de profondeur dans des roches basaltiques. Le CO2 réagit avec le basalte en formant des carbonates. En janvier 2020, plus de 50000 tonnes avaient déjà été injectées.